# José María Iribarren
Pour les articles homonymes, voir Iribarren.
José María Iribarren Rodríguez, né le 31 octobre 1906 à Tudela et mort le 11 juin 1971 à Pampelune, homme de droit, parémiologiste et écrivain basque-espagnol de langue espagnole. Il fonde en 1932, l'hebdomadaire "Navarra", où il forgera ses armes d'auteur.

## Biographie
Il fait ses études secondaires chez les Jésuites. Ayant un Baccalauréat en droit de l'université de Deusto en poche, José María Iribarren pratique le droit à Madrid entre 1927 et 1931, alors qu'il étudie la philosophie et la littérature. Il ouvre un cabinet d'avocat avec son frère à Tudela jusqu'au soulèvement militaire de 1936, lorsque le général Emilio Mola, architecte de la révolte en Navarre, l'oblige à être son secrétaire privé. Plus tard, il devient lieutenant de l'avocat militaire des rebelles. À la fin de la guerre, il revient au droit civil.
José María Iribarren est président de la section folklore de l'Institution Príncipe de Viana, membre du Conseil national de recherches, académicien correspondant à l'Académie royale espagnole,  à Académie royale d'histoire et à l'Académie de la langue basque, de institution Ferdinand le Catholique (Institución Fernando el Católico) de Saragosse et de l'Academia de Folklore de Tucumán (Argentine).
José María Iribarren est remarqué pour son travail de parémiologiste, en particulier avec l'ouvrage "El porqué de los dichos. Sentido, origen y anécdota de los dichos, modismos y frases proverbiales de España con otras muchas curiosidades" (1955), qui sera constamment enrichi dans les éditions suivantes.

## Œuvres
- Estampas tudelanas, 1931 ;
- Con el general Mola, 1937 ;
- Mola. Datos para una biografía y para la historia del Alzamiento Nacional, 1938 ;
- Retablo de curiosidades. Zambullida en el habla popular, 1940 ;
- Batiburrillo navarro, 1943 ;
- Navarrerías. Álbum de variedades, 1944 ;
- De Pascuas a Ramos. Galería religioso - popular - festiva, 1946 ;
- Historias y costumbres, 1949 ;
- Vitoria y los viajeros del siglo romántico, 1950 ;
- Burlas y chanzas, 1951 ;
- El patio de caballos y otras estampas, 1952 ;
- Vocabulario navarro, 1952 ;
- Cajón de sastre, 1955 ;
- El porqué de los dichos. Sentido, origen y anécdota de los dichos, modismos y frases proverbiales de España con otras muchas curiosidades, 1955 ;
- El moro corellano y los bandidos de Lanz, 1955 ;
- Pamplona y los viajeros de otros siglos, 1957 ;
- Adiciones al vocabulario navarro, 1958 ;
- Ramillete español. Zarandajas, ensayos y recuerdos, 1965 ;
- Espoz y Mina. El guerrillero, 1965 ;
- Espoz y Mina. El liberal, 1967 ;
- Sanfermines, 1970 ;
- Hemingway y los Sanfermines, 1970 ;
- Revoltijo, 1980.